# Daniel Suárez
Daniel Alberto "Dani" Suárez (Partido de Merlo Buenos Aires, Argentina, 20 de enero de 1972)  es un cantante, músico y compositor de rock argentino. Es reconocido por ser miembro de la agrupación roquera Bersuit Vergarabat, desde su inclusión como corista en el año 1997 y como cantante principal desde 2011.

## Carrera
Anteriormente a Bersuit, Suárez junto a su amigo Germán Sbarbati, formó en 1988, una banda llamada Resortes Antagónicos. Esta agrupación tocaban géneros como el pop rock y el funk. Con esta agrupación editó dos trabajos discográficos, afines de los años 90.
Tras la separación de Bersuit Vergarabat en el año 2009, Suárez junto a exmiembros de la antigua agrupación, se convierte en el vocalista principal de la nueva banda, De Bueyes, formada por Pepe Céspedes (bajo), Germán Sbarbati (voz), Oscar Humberto Righi (guitarra) y Martín Pomares (guitarra, bajo y coros); con los que editó el álbum debut Más que una yunta, en ese mismo año. 
En 2011, Bersuit vuelve a los escenarios sin su cantante original, Gustavo Cordera y Suárez pasa a ser el vocalista principal junto con Cóndor Sbarbati. Con esta agrupación ha editado hasta la fecha, un total de nueve trabajos discográficos de estudio y dos DVDs.

## Discografía

### Resortes Antagónicos
- 1995 - Resortes Antagónicos
- 1997 - Acerca de lejos

### Bersuit Vergarabat
- 1998 - Libertinaje
- 2000 - Hijos del culo
- 2002 - De la cabeza con Bersuit Vergarabat (en vivo)
- 2004 - La argentinidad al palo
- 2005 - Testosterona
- 2006 - Lados BV
- 2007 - ?
- 2012 - La Revuelta
- 2014 - El baile interior
- 2016 - La nube rosa
- 2019 - De la cabeza 2 (en vivo)
- 2024 - Cocoliche Life

### De Bueyes
- 2009 - Más que una yunta